# 第二十八号水雷艇
| 艦歴               | 艦歴                                                        |
| ------------------ | ----------------------------------------------------------- |
| 建造所             | フルカン社                                                  |
| 起工               |                                                             |
| 進水               |                                                             |
| 竣工               | 不明                                                        |
| 就役               | 1895年2月に捕獲                                             |
| 除籍               | 1901年5月14日                                               |
| 要目（日本海軍時） |                                                             |
| 排水量             | 常備：16トン                                                |
| 全長               | 垂線間長：19.74m                                            |
| 全幅               | 2.69m                                                       |
| 吃水               | 0.36m                                                       |
| 機関               | 石炭専焼缶1基 レシプロ1基 1軸、90馬力                       |
| 速力               | 11ノット                                                    |
| 航続距離           |                                                             |
| 燃料               | 石炭                                                        |
| 乗員               |                                                             |
| 兵装               | 37mm保式単装軽速射砲1基（推定） 36cm水上固定式魚雷発射管1門 |

第二十八号水雷艇（だいにじゅうはちごうすいらいてい、旧字体：第二十八號水雷艇）は、日本海軍の水雷艇。日清戦争で捕獲。
元はフルカン社建造で清国北洋水師所属の清国軍艦鎮遠付属第二号。装甲艦「鎮遠」の艦載水雷艇であり1895年（明治28年）2月に捕獲した。1898年（明治31年）の等級付与の際は唯一の四等水雷艇（20トン未満）となり、1901年（明治34年）5月14日に除籍された。写真は残されていない。